# Antonio Raíllo
Antonio José Raíllo Arenas (* 8. Oktober 1991 in Córdoba) ist ein spanischer Fußballspieler. Seit 2016 spielt er für den RCD Mallorca in der spanischen ersten Liga.

## Karriere
Raíllo begann seine Karriere beim CD Pozoblanco. 2011 wechselte er zu Betis Sevilla. 2012 wechselte er zum FC Córdoba. 2013 ging er zu Espanyol Barcelona. Sein Debüt für die Erstligamannschaft gab er am 1. Spieltag 2015/16 gegen den FC Getafe. Im Januar 2016 wurde er an den SD Ponferradina verliehen. Nach Ablauf der Leihe wechselte er im Sommer 2016 zum RCD Mallorca.